# Типография
Типографията е дял от графичния дизайн, третиращ подходящата и естетически издържана употреба на различните шрифтове. Тя взима под внимание индивидуалните особености на всеки шрифт, с неговото емоционално излъчване и свойството му да въздейства визуално, както и обективните му характеристики – разположение и размер на камшичетата, пространство между отделните символи, отстоянията и пропорциите между главни и малки букви и т.н. В съвременното използване, практиката и изследването на типографията намира широко приложение, покрива всички аспекти от дизайна на буквите. След дигитализирането, диапазонът на приложение на шрифтовете става много по-обширен.

## История
Типографията като практика датира от изобретяването на писмеността. Епохата на Античността вижда първите академични опити за стандартизиране на типографските знаци на редица писмености, като гръцкият и латинският език (съответно и азбуки) в най-голяма степен изразяват тези иновации. По-късно кирилицата (азбука) и редица азиатски писмени системи допълват и разнообразяват полето на типографското дело.
Типографската дисциплина получава най-голям тласък с изобретяването на печатарската преса от Гутенберг, като в следващите няколко века бума на печатарското дело до голяма степен определя  развитието на типографията като професия.
Двадесети и двадесет и първи век се считат за най-плодотворни по отношение на теоретичното стандартизиране и графичното усъвършенстване на шрифтовете и тяхната типографска терминология. С навлизането на дигиталните шрифтове чрез масовизацията на компютърните технологии в десетилетията след Втората световна война до края на XX век се разширява и полето на типографията, като в началото на XXI век налице вече са стотици професионални и непрофесионални организации, сдружения и групи, които активно развиват и промотират типографското дело и терминология.